# Ajuga iva subsp. pseudoiva
Ajuga iva subsp. pseudoiva é uma subespécie de planta com flor pertencente à família Lamiaceae. 
A autoridade científica da subespécie é (DC.) Briq., tendo sido publicada em Les Labiées des Alpes Maritimes 112. 1891.

## Portugal
Trata-se de uma subespécie presente no território português, nomeadamente em Portugal Continental e no Arquipélago da Madeira.
Em termos de naturalidade é nativa das duas regiões atrás indicadas.

## Protecção
Não se encontra protegida por legislação portuguesa ou da Comunidade Europeia.